# Laraine Newman
Laraine Newman (2 de marzo de 1952 en Los Ángeles, California) es una actriz, comediante y escritora estadounidense. Fue parte del elenco original del reconocido programa televisivo Saturday Night Live. Apareció en el show desde su primera emisión en 1975 hasta 1980. Interpretó a personajes como Sheri the Valley Girl y Connie Conehead, entre otros.

## Carrera
Laraine ha interpretado papeles en películas como Stardust Memories (1980), Problem Child 2 (1991) y Coneheads (1993). En 1986 protagonizó la serie de comedia Canned Film Festival, interpretando a Laraine la acomodadora. Además, apareció en producciones como Laverne & Shirley, We're All Devo, According to Jim, St. Elsewhere, E.T. and Friends (1983), en la que volvió a interpretar a Connie Conehead, Steve Martin's Best Show Ever (1981), Amazing Stories, Friends, The Tick, 3rd Rock from the Sun, Curb Your Enthusiasm, Histeria!, Wayside, Danny Phantom, CatDog, Sonic the Hedgehog, As Told By Ginger, Rugrats, 7th Heaven, The Flintstones, Avatar: The Last Airbender y Metalocalypse. 
Más recientemente ha aparecido en episodios de Entourage y Brothers & Sisters y ha sido actriz de voz en las producciones WALL·E, Battle for Terra, Gake no ue no Ponyo, Jungla sobre ruedas, Cars, Up, Buscando a Nemo, Monsters, Inc., Barnyard, Cloudy with a Chance of Meatballs, Happily N'Ever After, Dr. Seuss' Horton Hears a Who!, Jimmy Neutrón: El niño genio, Dr. Seuss' The Lorax y Wreck-It Ralph. También es la voz de temor de la madre de Riley en las dos películas Inside Out e Inside Out 2. 
Newman también se desempeña como editora y escritora. Ha realizado contribuciones a la revista en línea One For The Table, y trabaja ocasionalmente con Huffington Post. Ha escrito artículos para Los Angeles Times, The Believer y McSweeney's.